# L'Élu (série télévisée)
Pour les articles homonymes, voir L'Élu.
L'Élu (The Chosen One) est une série télévisée américano-mexicaine réalisée par Everardo Gout, diffusée depuis le 16 août 2023 sur Netflix.
Il s'agit de l'adaptation de la série de comics American Jesus de Mark Millar et Peter Gross (en).

## Synopsis
Jodie, un garçon de 12 ans vivant en Basse-Californie du Sud, se découvre des pouvoirs dignes de Jésus-Christ. Parviendra-t-il à accomplir sa destinée ?

## Distribution
- Bobby Luhnow (VF : Tom Trouffier) : Jodie Christianson
- Dianna Agron (VF : Noémie Orphelin) : Sarah Christianson
- Lilith Siordia Mejia (VF : Bianca Tomassian) : Magda Lozano
- Juan Fernando González Anguamea (VF : Cécile Gatto) : Tuka
- Jorge Javier Arballo (VF : Andrea Santamaria) : Hipólito
- Alberto Pérez-Jácome (VF : Enzo Ratsito) : Wagner
- Patricio Serna Meza : Ángelo Ramírez
- Carlos Bardem (es) : le Père Cruz
- Israel Islas (VF : Rémi Gutton) : Carlos Ramírez
- Tenoch Huerta : Lemuel
- Sofía Sisniega (es) : Elena
- Eileen Yáñez : Mme Dolores
- Alfonso Dosal (es) : le Père O'Higgins

 Source et légende : version française (VF) sur RS Doublage

## Épisodes

### Première saison (2023)
1. L'arrivée (The Arrival)
2. Miracles ? (The Arrival)
3. L'éveil (The Awakening)
4. Vrai ou faux ? (True or False?)
5. La foi (Faith)
6. La révélation (Revelation)